# Gara Cluj Napoca
Gara Cluj-Napoca este una din cele mai importante stații de cale ferată din nord-vestul României. Clădirea a fost proiectată de Ferenc Pfaff și a fost inaugurată în anul 1902.

## Prezentare generală
Gara CFR Cluj se află pe Magistrala CFR 300 și pe linia 401, care face prin Dej legătura cu Magistrala CFR 400. Gara va fi modernizată pe parcursul anilor 2022-2026, împreună cu Gara Oradea.

Liniile și peroanele gării

## Istoric

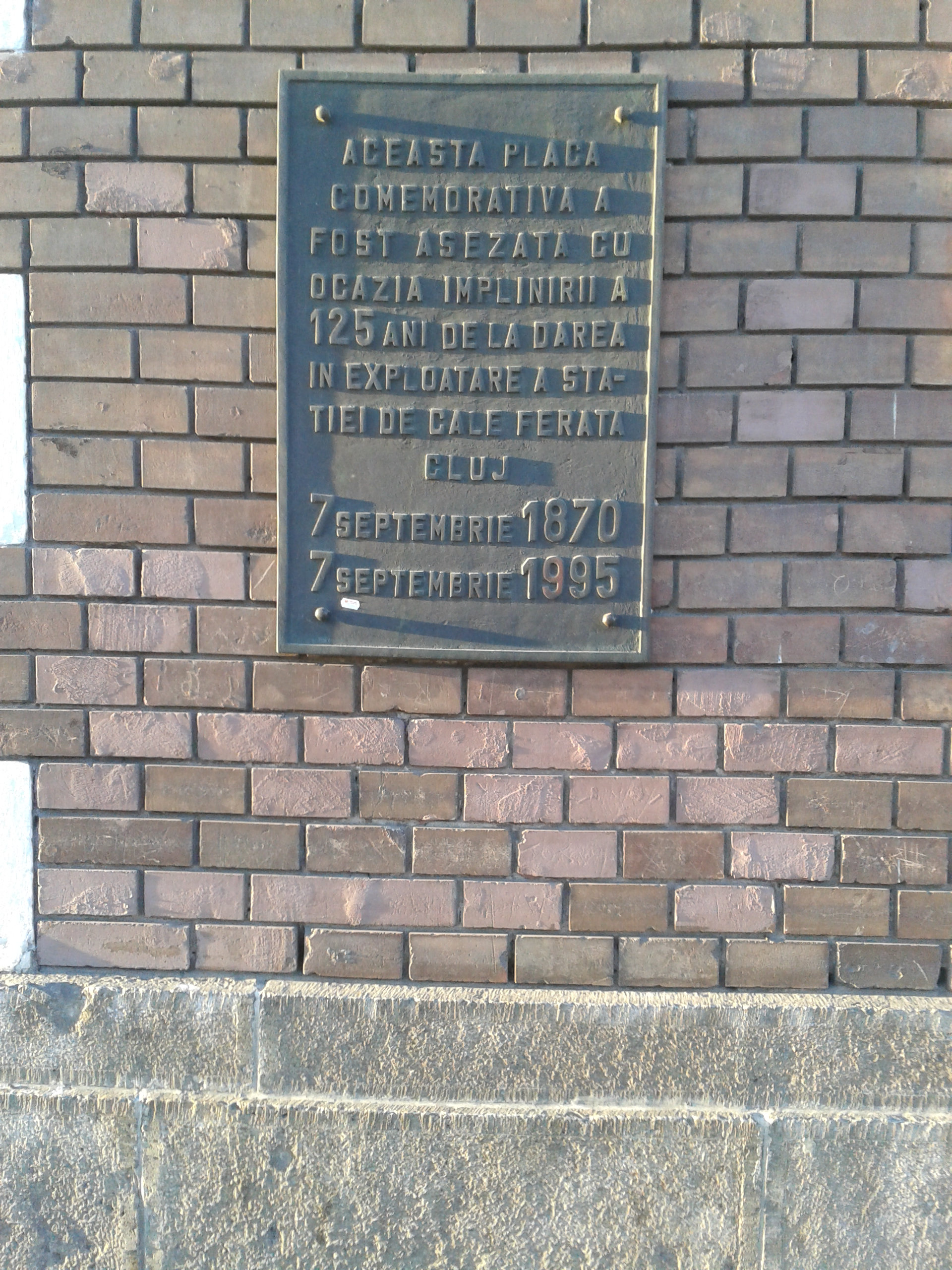
7 septembrie 1870 - 7 septembrie 1995. Placă memorială pentru 125 de ani de trafic feroviar la Cluj.

Calea ferată Oradea–Cluj a fost dată în folosință în data de 7 septembrie 1870. La 14 august 1873 a fost inaugurat traficul feroviar în direcția Războieni. 
În 1890 circulau 3 trenuri de călători și 2 trenuri expres pe zi între Oradea și Cluj.
Din 1893 a fost pus în funcțiune un „tren orășenesc” (cunoscut local sub numele de Ajaj). Garniturile erau remorcate de o locomotivă cu aburi între gară și Piața Centrală. Din cauza accidentelor dese această conexiune a fost desființată în 1902.
La 2 iunie 1944 bombardamentul Forțelor Aeriene ale SUA a afectat gara și împrejurimile sale într-o fâșie de 600-700 de metri lățime. O porțiune semnificativă din clădirea gării s-a prăbușit.
În 1959 prima linie de troleibuz din Cluj a legat stația de jumătatea estică al orașului. Din 1987 a fost inaugurat traficul de tramvaie la început pe ruta Cartierul Mănăștur-Gara CFR-Combinatul de Utilaj Greu.

## Localizare
Gara CFR se află localizată în nordul municipiului, nu departe de centru, iar transportul este foarte bine reprezentat, de aici putându-se ajunge cu trenul, autocarul, microbuzul, tramvaiul, autobuzul, troleul și taxiul.

## Legături feroviare
Din Cluj pleacă trenuri sau vagoane directe zilnice spre următoarele gări din România: București Nord, Brașov, Timișoara Nord, Oradea, Ploiești Vest, Suceava, Iași, Bistrița, Teiuș, Galați, Alba Iulia, Târgu Mureș, Satu Mare, Miercurea Ciuc etc.
Din gara Cluj pleacă mai multe trenuri internaționale, spre gările Budapest Keleti și Wien Hauptbahnhof. 
Sunetul care precede anunțurile din stația de amplificare a gării este un fragment din Marșul lui Avram Iancu.